# Georges Bernanos
Georges Bernanos (Pariz, 20. veljače 1888. – Neuilly-sur-Seine, 5. srpnja 1948.), francuski veliki pisac kršćanske inspiracije. Jedan je od najznačajnijih francuskih romanopisaca 20. stoljeća; ispovijedao je nepokolebivo i neustrašivo kroz čitav burni i tegobni život svoje kršćansko uvjerenje. Ovaj patnik i otac brojne obitelji bio je strastveni borac za istinu i pravdu, dostojan nasljednik Leona Bloya i Charlesa Peguya. Snagom svojega pera hrabro je žigosao "razboritost" i hipokriziju nekih tradicionalističkih religioznih krugova koji su se na povlaštenim položajima, tražeći kompromis s konvencionalnom laži i društvenom nepravdom, udaljili od evanđeoskih zasada ljubavi i siromaštva. Tema agonije nalazi se u središtu Bernanosova života i umjetničkog stvaranja. U tom svjetlu prikazani su likovi u njegovoj trilogiji Dnevniku seoskog župnika i u drugim djelima, a naročito u Razgovorima karmelićanki koje po sudu nekih književnih kritičara predstavlja najzrelije i najsnažnije Bernanosovo djelo, njegovu duhovnu oporuku.
Razgovori karmelićanki predstavlja po sudu nekih književnih kritičara najzrelije i najsnažnije njegovo djelo. To je drama čija radnja se zasniva na povijesnom događaju koji se zbio 17. srpnja 1794. u Parizu gdje je toga dana pogubljeno šesnaest karmelićanki iz Compiègnea. Majka Marija od Utjelovljenja, jedno od glavnih lica drame, slučajno je preživjela ovaj događaj i opisala ga u izvještaju koji predstavlja zajednički izvor svim kasnijim radovima o tom predmetu. Ostala djela: Pod Sotoninim suncem i dr.
Bernanos je bio čovjek velike vjere i strasti, slobodoljubiv, nepopustljiv, po naravi antikonformist, nikada se nije ustručavao strastveno udariti riječima kad bi osjetio, prepoznao ili doživio kakvu nepravdu, povrjedu ljudskog dostojanstva ili općeljudskih i kršćanskih vrijednosti. Nakon Verlainea, Bloya, Bourgeta, Hysmansa, Jammesa, Peguya i Claudela koji su dekristijaniziranoj civilizaciji suprotstavili kršćanske vrednote, Georges Bernanos snažnim umjetničkim talentom i suvremenim književnim izrazom racionalističkom i pozitivističkom svijetu prokazuje njegovu laž, licemjerje i ograničenost. Nije riječ o pravovjernoj poučno-tendencioznoj ili nabožno-prosvjetiteljskoj literaturi, ili romantično-trijumfalističkim hagiografijama koje bi pružale ljudima recepte po kojima bi trebalo živjeti; riječ je o duboko egzistencijalističkoj literaturi u kojoj Bernanos govori o djelovanju dobra i zla, Sotone i Milosti, o neshvaćanju i neprihvaćanju svetosti kao modela pune čovjekove afirmacije u svijetu samodostatnosti, egolatrije i hedonističkih iživljavanja. Za razliku od asketskih i sentimentalnih likova svetaca kakve susrećemo u različitim hagiogafijama, na Bernanosovim stranicama oživljuju slabi, neugledni, obični ljudi, ljudi od krvi i mesa, razdirani sumnjama i nesigurnostima, strahovima i tjeskobama, ali i ljudi sa srcem.
U razdoblju do osamostaljenja Hrvatske Jeronimsko društvo objavilo je neka važna Bernanosova djela, a poslije njih splitski Verbum, Naklada Jurčić, Dominikanska naklada Istina i dr.
Na hrvatski jezik preveli su ga Božidar Petrač, Zvonimir Remeta i dr.